# 于林 (1915年)
于林（1915年—），男，山东掖县人，中华人民共和国政治人物，曾任黑龙江省政协副主席，中共吉林省委书记，中共八大代表，第六届全国人大代表。